# Listă de filme britanice din 1963
Aceasta este o listă de filme britanice din 1963:

## Lista
| Titlu                        | Regizor                  | Distribuție                                                  | Gen               | Note |
| ---------------------------- | ------------------------ | ------------------------------------------------------------ | ----------------- | --- |
| 80,000 Suspects              | Val Guest                | Claire Bloom, Richard Johnson                                | Drama             | |
| The Bay of St. Michel        | John Ainsworth           | Keenan Wynn, Mai Zetterling                                  | Adventure         | [ 1 ] |
| Billy Liar                   | John Schlesinger         | Tom Courtenay, Julie Christie, Wilfred Pickles               | Drama             | Number 76 in the list of BFI Top 100 British films                                                        |
| Bitter Harvest               | Peter Graham Scott       | Janet Munro, John Stride                                     | Drama             | |
| Blind Corner                 | Lance Comfort            | William Sylvester, Barbara Shelley                           | Thriller          | |
| The Break                    | Lance Comfort            | Tony Britton, William Lucas                                  | Crime             | |
| Breath of Life               | J. Henry Piperno         | George Moon, Larry Martyn                                    | Crime             | [ 2 ] |
| Calculated Risk              | Norman Harrison          | William Lucas, John Rutland                                  | Crime             | [ 3 ] |
| Call Me Bwana                | Gordon Douglas           | Bob Hope, Anita Ekberg                                       | Comedy            | |
| The Caretaker                | Clive Donner             | Alan Bates, Donald Pleasence, Robert Shaw                    | Drama             | Won a Silver Bear at Berlin                                                                               |
| Carry On Cabby               | Gerald Thomas            | Sid James, Kenneth Williams                                  | Comedy            | |
| Carry On Jack                | Gerald Thomas            | Kenneth Williams, Bernard Cribbins                           | Comedy            | |
| Children of the Damned       | Anton M. Leader          | Ian Hendry, Alan Badel                                       | Horror            | |
| Clash by Night               | Montgomery Tully         | Terence Longdon, Jennifer Jayne                              | Crime             | |
| Cleopatra                    | Joseph L. Mankiewicz     | Elizabeth Taylor, Richard Burton, Rex Harrison               | Drama             | Co-production with the United States                                                                      |
| Come Fly with Me             | Henry Levin              | Dolores Hart, Hugh O'Brian                                   | Comedy            | |
| The Cracksman                | Peter Graham Scott       | Charlie Drake, Nyree Dawn Porter                             | Comedy            | |
| The Damned                   | Joseph Losey             | Macdonald Carey, Oliver Reed, Alexander Knox                 | Sci-fi            | |
| Death Drums Along the River  | Lawrence Huntington      | Richard Todd, Marianne Koch                                  | Adventure         | Version of Sanders of the River, British-German co-production                                             |
| Dr. Crippen                  | Robert Lynn              | Donald Pleasence, Samantha Eggar                             | Drama             | |
| Doctor in Distress           | Ralph Thomas             | Dirk Bogarde, James Robertson Justice                        | Comedy            | |
| Echo of Diana                | Ernest Morris            | Vincent Ball, Betty McDowall                                 | Drama             | [ 4 ] |
| Father Came Too!             | Peter Graham Scott       | James Robertson Justice, Leslie Phillips                     | Comedy            | |
| From Russia with Love        | Terence Young            | Sean Connery, Lotte Lenya, Robert Shaw                       | Spy/action        | |
| The Girl Hunters             | Roy Rowland              | Mickey Spillane, Shirley Eaton                               | Crime             | |
| Girl in the Headlines        | Michael Truman           | Ian Hendry, Ronald Fraser                                    | Detective         | |
| The Haunting                 | Robert Wise              | Julie Harris, Claire Bloom                                   | Thriller          | |
| Heavens Above!               | John and Roy Boulting    | Peter Sellers, Bernard Miles                                 | Comedy            | |
| The Hi-Jackers               | Jim O'Connolly           | Antony Booth, Jacqueline Ellis                               | Crime             | |
| The Horror of It All         | Terence Fisher           | Pat Boone, Erica Rogers                                      | Comedy/horror     | |
| I Could Go On Singing        | Ronald Neame             | Judy Garland, Dirk Bogarde                                   | Musical           | |
| Impact                       | Peter Maxwell            | Conrad Phillips, George Pastell                              | Thriller          | |
| Incident at Midnight         | Norman Harrison          | Anton Diffring, William Sylvester                            | Crime             | Part of the Edgar Wallace series                                                                          |
| The Informers                | Ken Annakin              | Nigel Patrick, Margaret Whiting                              | Crime             | |
| It's All Happening           | Don Sharp                | Tommy Steele, Michael Medwin                                 | Musical           | |
| It's All Over Town           | Douglas Hickox           | Lance Percival, Frankie Vaughan                              | Musical           | [ 5 ] |
| Jason and the Argonauts      | Don Chaffey              | Todd Armstrong, Nancy Kovack                                 | Fantasy/adventure | |
| The Kiss of the Vampire      | Don Sharp                | Clifford Evans, Edward de Souza                              | Horror            | |
| Ladies Who Do                | C.M. Pennington-Richards | Peggy Mount, Harry H. Corbett                                | Comedy            | |
| Lancelot and Guinevere       | Cornel Wilde             | Cornel Wilde, Jean Wallace                                   | Adventure         | |
| Live It Up!                  | Lance Comfort            | David Hemmings, Jenny Moss                                   | Musical           | |
| Lord of the Flies            | Peter Brook              | James Aubrey, Tom Chapin                                     | Drama             | |
| The Man Who Finally Died     | Quentin Lawrence         | Stanley Baker, Peter Cushing                                 | Thriller          | |
| Maniac                       | Michael Carreras         | Kerwin Mathews, Nadia Gray                                   | Thriller          | |
| The Marked One               | Francis Searle           | William Lucas, Zena Walker, Patrick Jordan                   | Crime             | |
| A Matter of Choice           | Vernon Sewell            | Anthony Steel, Jeanne Moody                                  | Drama             | |
| The Mind Benders             | Basil Dearden            | Dirk Bogarde, Mary Ure                                       | Drama             | |
| The Mouse on the Moon        | Richard Lester           | Margaret Rutherford, Ron Moody, Bernard Cribbins             | Comedy            | |
| Murder at the Gallop         | George Pollock           | Margaret Rutherford, Stringer Davis                          | Mystery           | |
| Mystery Submarine            | C.M. Pennington-Richards | Edward Judd, James Robertson Justice                         | Action            | |
| Nine Hours to Rama           | Mark Robson              | Horst Buchholz, José Ferrer                                  | Historical drama  | |
| Nurse on Wheels              | Gerald Thomas            | Juliet Mills, Ronald Lewis, Joan Sims                        | Comedy            | |
| Offbeat                      | Cliff Owen               | William Sylvester, Mai Zetterling                            | Crime             | |
| The Old Dark House           | William Castle           | Tom Poston, Robert Morley                                    | Mystery           | |
| Paranoiac                    | Freddie Francis          | Janette Scott, Oliver Reed                                   | Thriller          | |
| A Place to Go                | Basil Dearden            | Bernard Lee, Rita Tushingham                                 | Crime             | |
| The Punch and Judy Man       | Jeremy Summers           | Tony Hancock, Sylvia Syms, Ronald Fraser                     | Comedy            | |
| The Runaway                  | Tony Young               | Greta Gynt, Alex Gallier                                     | Thriller          | [ 6 ] |
| The Running Man              | Carol Reed               | Laurence Harvey, Lee Remick, Alan Bates                      | Drama             | |
| Sammy Going South            | Alexander Mackendrick    | Edward G. Robinson, Fergus McClelland, Constance Cummings    | Drama             | Entered into the 3rd Moscow International Film Festival                                                   |
| The Scarlet Blade            | John Gilling             | Oliver Reed, Lionel Jeffries                                 | Adventure         | |
| The Servant                  | Joseph Losey             | Dirk Bogarde, Sarah Miles, Wendy Craig, James Fox            | Drama             | Number 22 in the list of BFI Top 100 British films                                                        |
| Shadow of Fear               | Ernest Morris            | Paul Maxwell, Clare Owen                                     | Drama             | [ 7 ] |
| The Sicilians                | Ernest Morris            | Robert Hutton, Reginald Marsh                                | Thriller          | |
| Siege of the Saxons          | Nathan Juran             | Janette Scott, Ronald Lewis                                  | Adventure         | |
| Silent Playground            | Stanley Goulder          | Roland Curram, Desmond Llewelyn                              | Thriller          | [ 8 ] |
| The Small World of Sammy Lee | Ken Hughes               | Anthony Newley, Julia Foster                                 | Drama             | |
| Sparrows Can't Sing          | Joan Littlewood          | James Booth, Barbara Windsor, Roy Kinnear                    | Comedy            | |
| A Stitch in Time             | Robert Asher             | Norman Wisdom, Edward Chapman                                | Comedy            | |
| Stolen Hours                 | Daniel Petrie            | Susan Hayward, Michael Craig, Edward Judd                    | Drama             | |
| Strictly for the Birds       | Vernon Sewell            | Tony Tanner, Joan Sims                                       | Comedy            | |
| Summer Holiday               | Peter Yates              | Cliff Richard, Lauri Peters                                  | Musical           | |
| The Switch                   | Peter Maxwell            | Anthony Steel, Zena Marshall                                 | Crime             | |
| Tamahine                     | Philip Leacock           | Nancy Kwan, John Fraser                                      | Comedy            | |
| Tarzan's Three Challenges    | Robert Day               | Jock Mahoney, Woody Strode                                   | Adventure         | Co-production with the United States                                                                      |
| That Kind of Girl            | Gerry O'Hara             | Margaret Rose Keil, David Weston, Linda Marlowe              | Drama             | |
| This Sporting Life           | Lindsay Anderson         | Richard Harris, Rachel Roberts, Alan Badel, William Hartnell | Drama             | Number 52 in the list of BFI Top 100 British films                                                        |
| To Have and to Hold          | Herbert Wise             | Ray Barrett, Katharine Blake                                 | Crime             | [ 9 ] |
| Tom Jones                    | Tony Richardson          | Albert Finney, Susannah York, Hugh Griffith, Edith Evans     | Comedy            | Number 51 in the list of BFI Top 100 British films; winner of four Academy Award's including Best Picture |
| Two Left Feet                | Roy Ward Baker           | Michael Crawford, Nyree Dawn Porter                          | Comedy            | |
| Uncle Vanya                  | Stuart Burge             | Laurence Olivier, Joan Plowright, Michael Redgrave           | Tragicomedy       | |
| The V.I.P.s                  | Anthony Asquith          | Richard Burton, Elizabeth Taylor, Louis Jourdan              | Drama             | |
| The Very Edge                | Cyril Frankel            | Anne Heywood, Richard Todd                                   | Drama             | |
| West 11                      | Michael Winner           | Alfred Lynch, Kathleen Breck                                 | Crime             | |
| What a Crazy World           | Michael Carreras         | Joe Brown, Susan Maughan                                     | Musical           | |
| The Wild Affair              | John Krish               | Nancy Kwan, Gladys Morgan                                    | Comedy            | |
| The World Ten Times Over     | Wolf Rilla               | Sylvia Syms, Edward Judd                                     | Drama             | |
| The Wrong Arm of the Law     | Cliff Owen               | Peter Sellers, Lionel Jeffries                               | Comedy            | |
| The Yellow Teddy Bears       | Robert Hartford-Davis    | Jacqueline Ellis, Jill Adams                                 | Drama             | |